# 金沢市立味噌蔵町小学校
金沢市立味噌蔵町小学校（かなざわしりつみそぐらちょうしょうがっこう、英語: Kanazawa Municipal Misoguracho Elementary School）は、石川県金沢市兼六元町にかつてあった公立小学校。校区内に金沢城と兼六園が位置するという立地を活かし、金沢の伝統文化を学習して県外への情報発信も行っていた。
1903年に女学校として開校。金沢市立材木町小学校が男子小学校であった時代には、女子児童は味噌蔵町小学校に通学していた。2010年に統合が検討され、2016年4月に金沢市立材木町小学校と統合。統合先の金沢市立兼六小学校は味噌蔵町小学校のあった金沢市兼六元町7番15号に所在する（なお、兼六小学校は2025年以降に兼六元町7番15号から小将町の小将町中学校跡地に移転される見込み）。

## 卒業生
- 井上あずみ（歌手）[4]
- 松本薫（柔道選手）[5]